# Teleférico de Santo Domingo
Die Teleférico de Santo Domingo (deutsch Seilbahn von Santo Domingo) ist ein System von Luftseilbahnen, die als Teil des öffentlichen Personennahverkehrs in der dominikanischen Hauptstadt Santo Domingo und ihren Vororten betrieben werden. Sie erleichtern die Überwindung der steilen Hänge, auf denen die Stadt sich ausgeweitet hat und ergänzen die aus zwei Linien bestehende Metro Santo Domingo. Derzeit existieren zwei Gondelbahnen, insgesamt werden acht Haltestellen auf über 9 Kilometern Strecke bedient. Eine weitere Linie ist im Bau, ein vierte in Planung.

## Geschichte
Die Seilbahnen sind ein Transportmittel, die auf die spezielle geomorphologische Situation in der Region Santo Domingo wie zugeschnitten sind: sie verbinden auf kurzem Wege die tief gelegenen Stadtteile mit anderen, auf den ansteigenden Höhen gelegenen Stadtteilen.
Nach dem Vorbild südamerikanischer Städte wurde Ende der 2010er Jahre begonnen, mittels Gondelbahnen über längere Strecken und mit Zwischenstationen mehrere Stadtteile untereinander zu verbinden. Als erste Strecke wurde am 23. Mai 2018 die Verbindung von Gualey nach Charles de Gaulle vom Präsidenten Danilo Medina eröffnet und nahm am 1. Juli des Jahres ihren regulären Betrieb auf. Am 1. Mai 2023 folgte die Einweihung der zweiten neuen Seilbahnstrecke, die Los Alcarrizos mit Los Americanos verbindet, durch Präsident Luis Abinader. Im ersten Monat war die Nutzung dieser Linie kostenlos.

## Strecken
Die Seilbahnen liegen im Stadtgebiet verteilt: die T1 als älteste Strecke liegt im Nordosten, die T2 im Westen, wo auch eine weitere Linie im Bau und eine vierte geplant ist.
| Linie                  | Strecke (Talstation ↔ Bergstation)              | Typ          | Eröffnung    | Anzahl Stationen | Länge      | Mittlere Geschwindigkeit | Fahrzeit  | Anzahl Kabinen | Pax je Kabine | Kapazität  |
| ---------------------- | ----------------------------------------------- | ------------ | ------------ | ---------------- | ---------- | ------------------------ | --------- | -------------- | ------------- | ---------- |
| in Betrieb             |                                                 |              |              |                  |            |                          |           |                |               |            |
| T1                     | Gualey ↔ Charles de Gaulle                      | Gondel- bahn | 23. Mai 2018 | 4                | 5,2 km     | 5 m/s                    | 17:15 min | 195            |               | 6000 pax/h |
| T2                     | Los Alcarrizos ↔ Los Americanos                 | Gondel- bahn | 1. Mai 2023  | 4                | 4,2 km     | 7 m/s                    | 10:00 min | 163            | 12            | 9000 pax/h |
| Gesamt                 | Gesamt                                          | Gesamt       | Gesamt       | 8                | 9,4 km     |                          |           |                |               |            |
| im Bau bzw. in Planung |                                                 |              |              |                  |            |                          |           |                |               |            |
| T3                     | Km 9 Autopista Duarte ↔ 27 de Febrero (Pintura) | Gondel- bahn | im Bau       | 3                | 3,4 km     | 7 m/s                    | 08:05 min |                |               | 9000 pax/h |
| T4                     | 27 de Febrero (Pintura) ↔ Km 12 de Haina        | Gondel- bahn | geplant      | 5                | ca. 4,3 km | 7 m/s                    | 10:15 min |                |               |            |
| Gesamt                 | Gesamt                                          | Gesamt       | Gesamt       | 8                | ca. 7,7 km |                          |           |                |               |            |

### Linie T1
Die erste Bahn ist eine zwischen 2015 und 2018 von Pomagalski gebaute Gondelbahn. Sie ist 5161 Meter lang und führt von der Station Gualey (18° 30′ 18,2″ N, 69° 53′ 0,5″ W) in unmittelbarer Nähe der U-Bahn-Station Eduardo Brito der Linie 2, über die Zwischenstationen Tres Brazos (18° 31′ 4″ N, 69° 52′ 55,3″ W) und Sabana Perdida (18° 31′ 49,2″ N, 69° 51′ 59,2″ W) zur Station Charles de Gaulle (18° 32′ 36,9″ N, 69° 51′ 36,3″ W). Sie wird mit 195 weißen, blauen und roten Kabinen betrieben und hat eine Kapazität von 3000 Personen pro Stunde und Richtung.

### Linie T2
Die im September 2023 eröffnete zweite Linie ist ebenfalls eine Gondelbahn und 4.200 Meter lang. Sie fährt von der zukünftigen nordwestlichen Endstation Los Alcarrizos der U-Bahn-Linie 2 (18° 31′ 11,5″ N, 70° 0′ 38,9″ W) über die Zwischenstationen Las Toronjas (18° 31′ 17,5″ N, 70° 1′ 16,7″ W) und Puente Blanco (18° 31′ 24,1″ N, 70° 1′ 59,2″ W) zur Endstation Los Americanos (18° 31′ 17″ N, 70° 2′ 59,8″ W). Sie wird mit 163 weißen und blauen Kabinen für je 12 Personen betrieben und hat somit eine Kapazität von 4500 Personen pro Stunde und Richtung.

### Linie T3
Die dritte Bahn wird derzeit gebaut. Sie wird 3,4 Kilometer lang und führt von der Station Km 9 Autopista Duarte (18° 28′ 41,2″ N, 69° 58′ 5″ W) in unmittelbarer Nähe der U-Bahn-Station María Montez der Linie 2, über die Zwischenstation Buenos Aires de Herrera (18° 28′ 9,9″ N, 69° 58′ 43,3″ W) zur Station 27 de Febrero (Pintura) (18° 27′ 11,2″ N, 69° 58′ 47,1″ W). Sie wird ebenfalls eine Kapazität von 4500 Personen pro Stunde und Richtung haben.

### Planungen
Es ist beabsichtigt, eine weitere Seilbahn zu bauen. Derzeit ist Linie T4 in der Planung:
- 27 de Febrero (Pintura) – Km 12 de Haina mit drei Zwischenstationen und etwa 4300 Metern Länge[5]

## Technik
Die beiden Gondelbahnen sind Umlaufseilbahnen.

## Betrieb

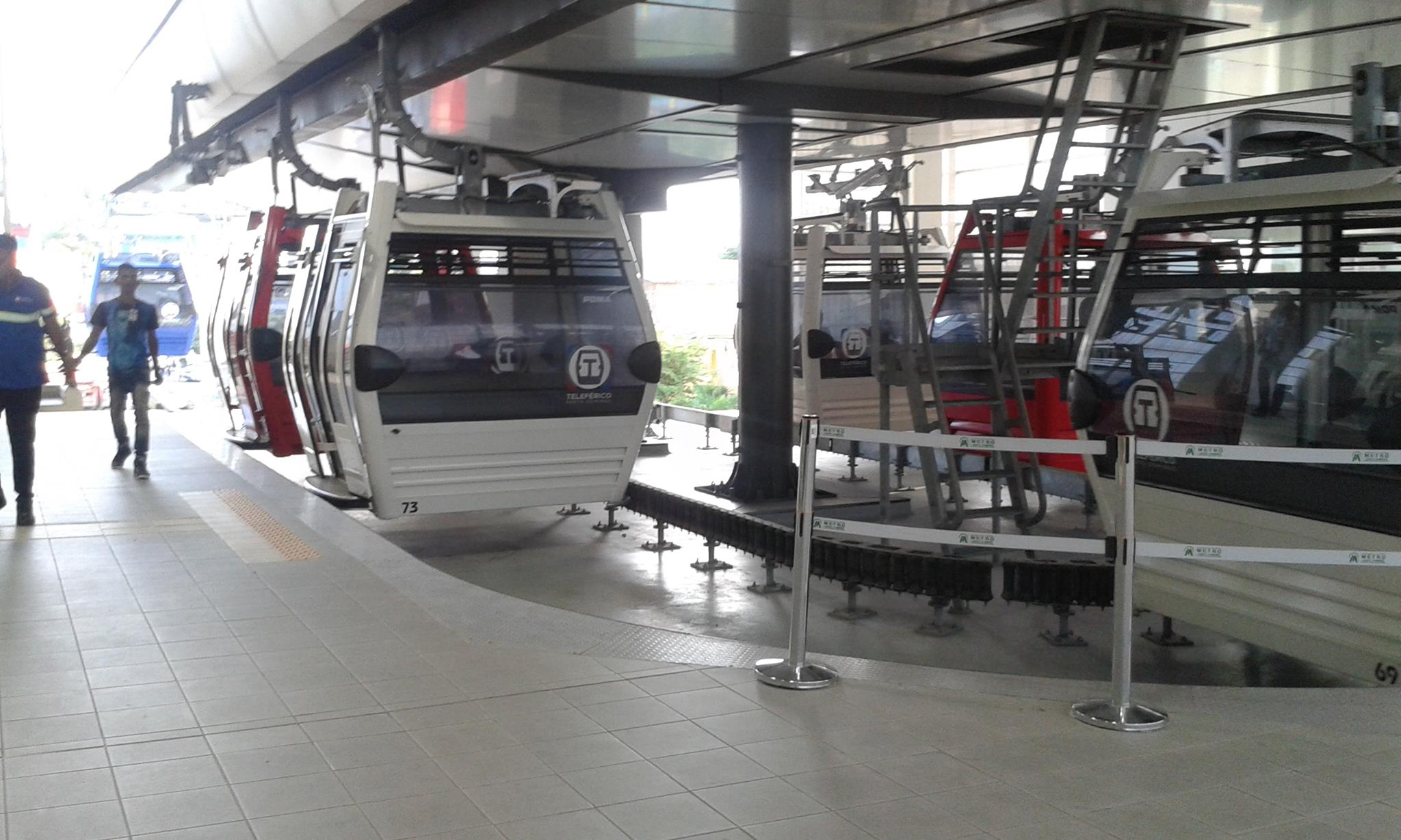
Eine Station der Linie T1 (2019)

Die Bahnen verkehren montags mit freitags zwischen 6:00 und 22:30 Uhr, an Samstagen von 6:00 bis 21:00 Uhr sowie an Sonn- und Feiertagen von 8:00 bis 21:00 Uhr.
Die Fahrkarten zur Nutzung können, identisch zur Metro, auf zwei Arten erworben werden: als Tarjeta de Carga Única mit einer Einzelfahrt für 20 DOP, umgerechnet 0,30 EUR, mit zwei Fahrten für 40 DOP oder als Tageskarte mit unbegrenzten Fahrten für 80 DOP. Sowie als mit bis zu 7000 DOP (wieder)aufladbare Tarjeta Recargable, auf der dann vier Optionen buchbar sind: Einzelfahrt, Doppelfahrt, Multi 10 mit 7,5 % Rabatt (zehn Einzelfahrten zu je 18,50 DOP) oder Multi 20 mit 10 % Rabatt (20 Einzelfahrten zu je 18 DOP). Auf dieser Karte kann eine neue Buchung erst erfolgen, wenn die vorangegangene Buchung vollständig aufgebraucht ist.